# Macrocystis
Macrocystis es un tipo de algas marinas (grandes algas pardas ) que pertenece a un género monoespecífico. Dentro de este género se encuentra el alga parda más grande : la phaeophyceae. Esta alga tiene neumatocistos en la base de sus láminas . Los esporofitos son perennes y estos puede vivir hasta tres años; los tallos/frondas dentro de un individuo completo experimentan senescencia, donde cada fronda puede persistir durante aproximadamente 100 días. Este tipo de alga se encuentra ampliamente en los océanos subtropicales, templados y subantárticos del hemisferio sur (p. Chile, Nueva Zelanda, Australia, Islas Malvinas, Islas Auckland, etc.) y en el Pacífico nororiental desde Baja California hasta Sitka, Alaska . La Macrocystis es a menudo un componente importante de los bosques de algas marinas templados.
Macrocystis es un género monoespecífico, la única especie es M. pyrifera . Algunos individuos son tan grandes que el talo puede crecer hasta 60 metros (200 pie). Los estípites surgen de un soporte y se ramifican tres o cuatro veces desde cerca de la base. Las láminas se desarrollan a intervalos irregulares a lo largo del pie. M. pyrifera crece a más de 45 metros (150 pies) de largo. Los estípites no están ramificados y cada hoja tiene una vejiga de gas en su base.

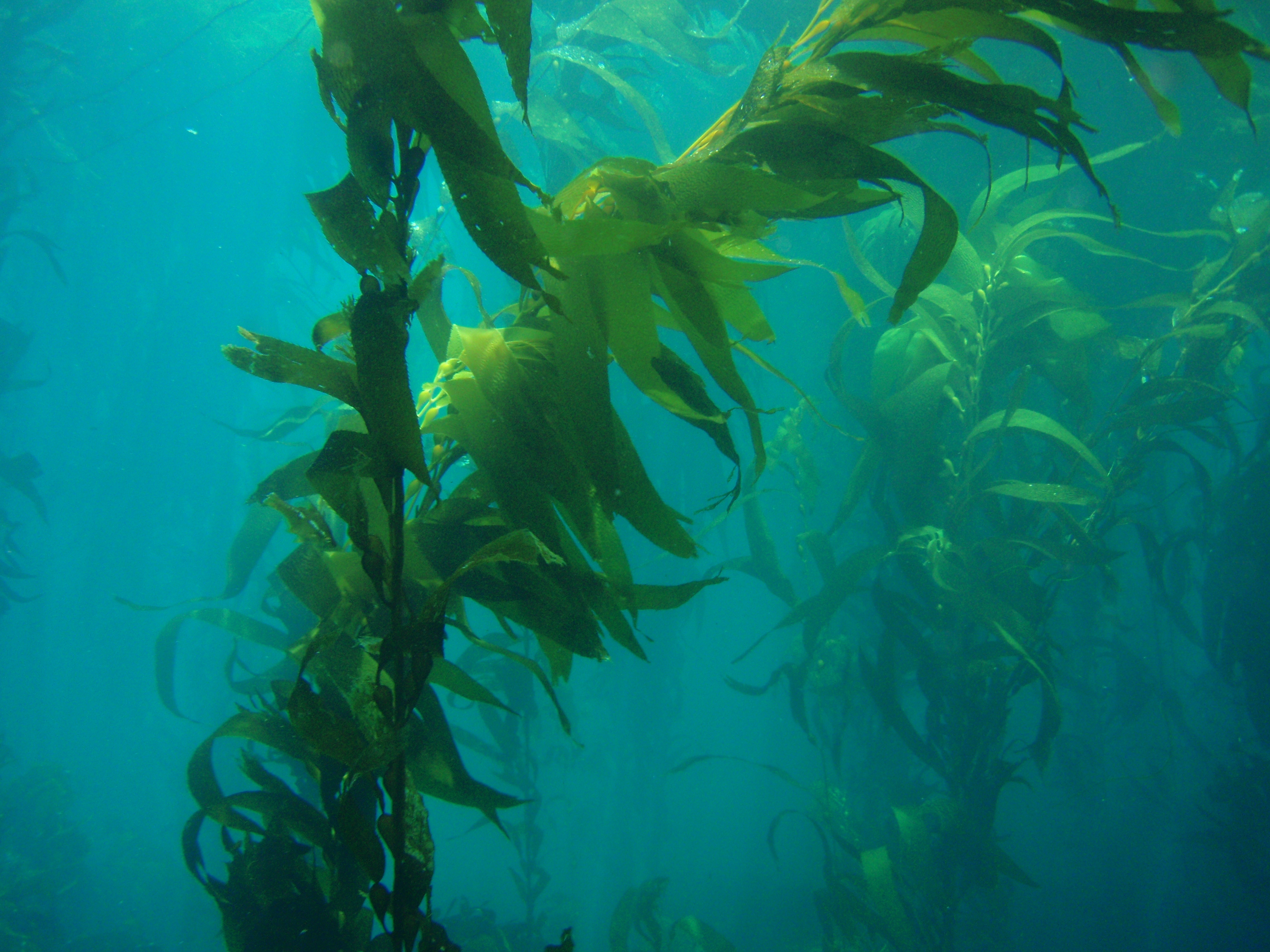
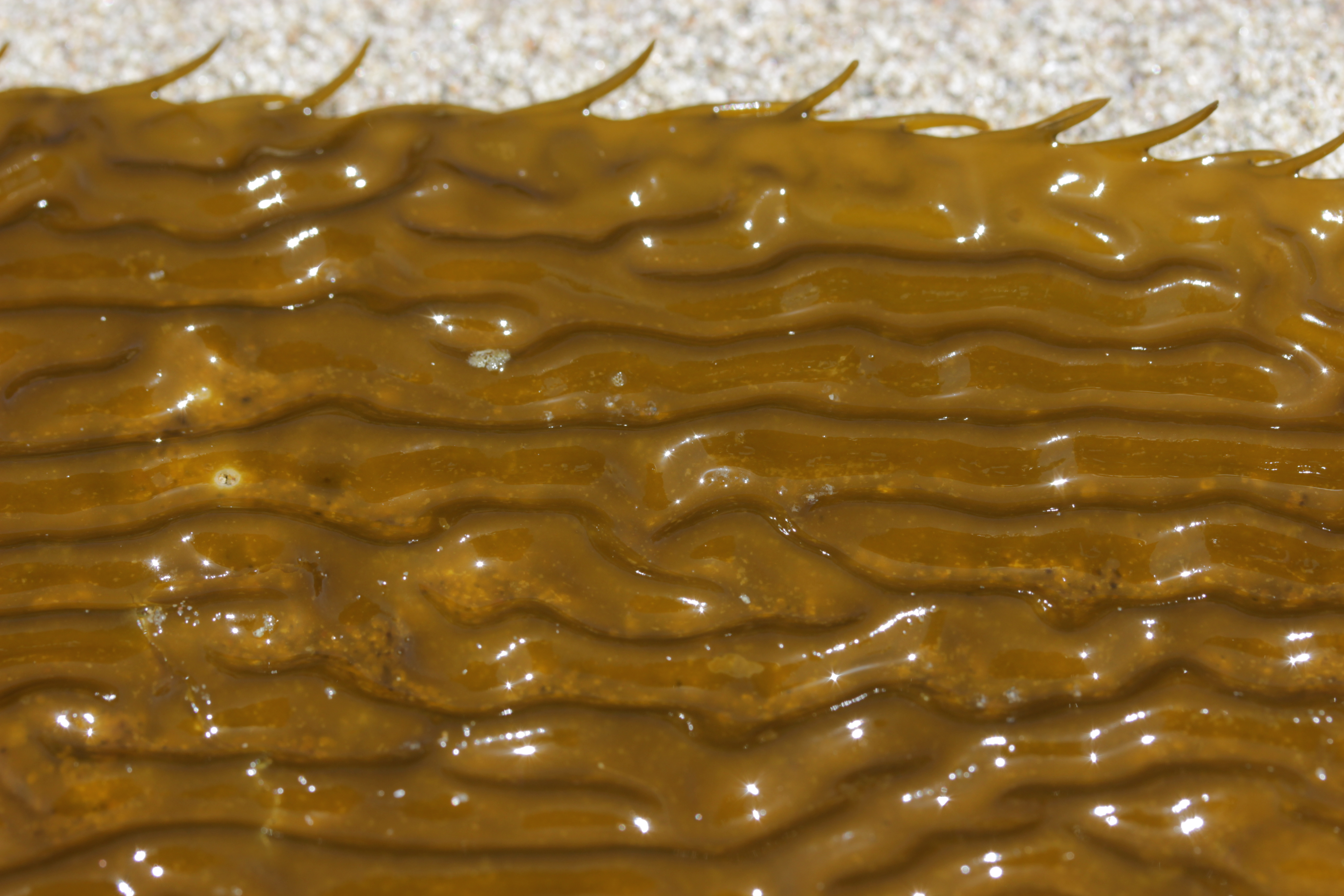
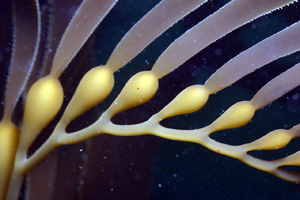
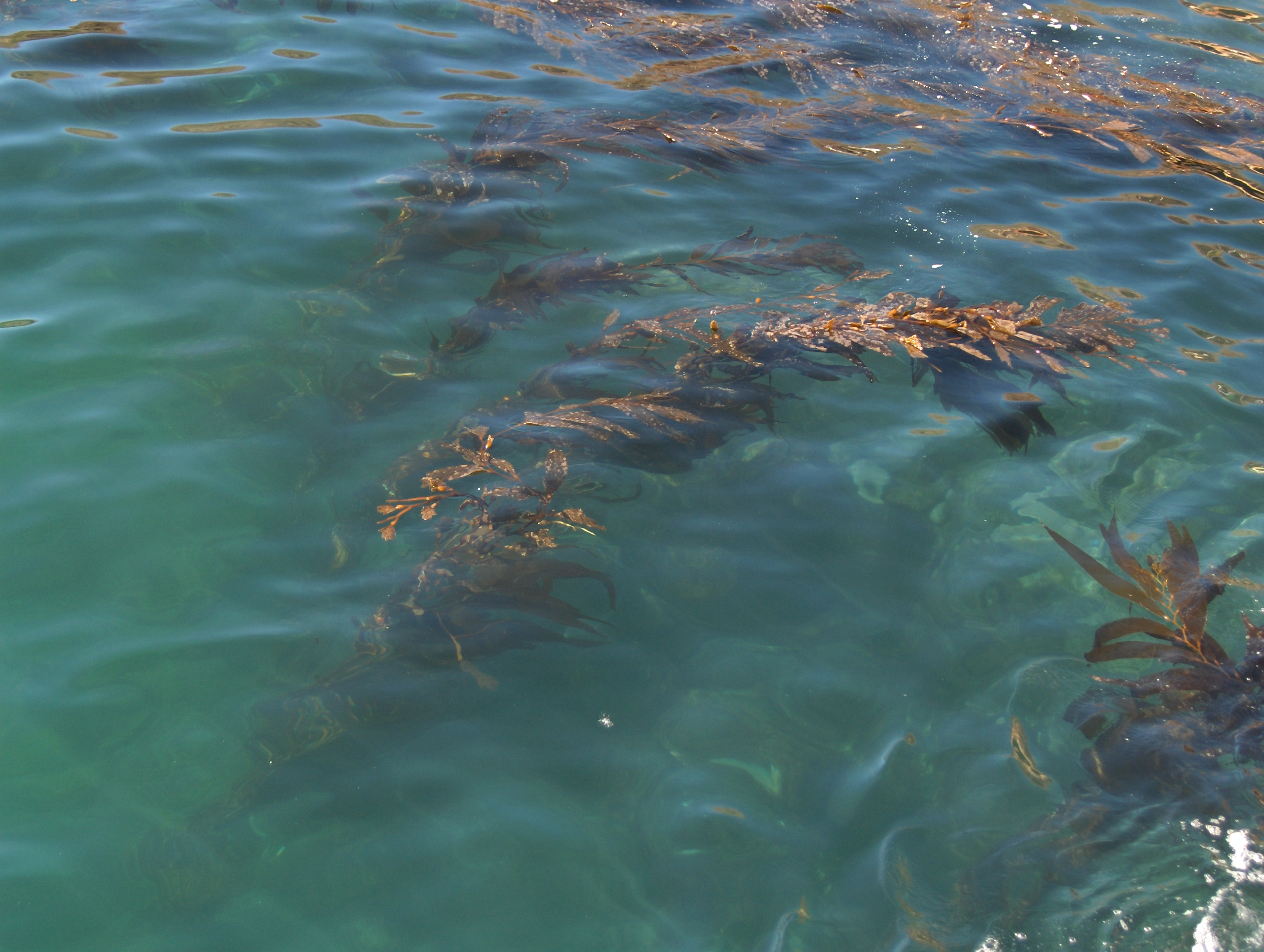
M. pyrifera growing in the Channel Islands

## Ciclo vital
El esporofito macroscópico tiene muchas láminas especializadas que crecen cerca de su soporte. Estas láminas tienen varios soros que contienen esporangios, que liberan esporas haploides, que se convertirán en gametofitos femeninos y masculinos microscópicos. Estos gametofitos, luego de alcanzar los sustratos apropiados, crecen mitóticamente para en algún momento producir gametos.
Las hembras liberan sus huevos ( ovogonias ) junto con una feromona, el lamoxireno . Este compuesto desencadena la liberación de esperma por parte de los machos. El espermatozoide de Macrocystis consiste en anterozoides no sintéticos biflagelados, que encuentran su camino hacia la ovogonía siguiendo al lamoxireno. Luego, el óvulo se fertiliza para formar el cigoto, que, a través de la mitosis, comienza a crecer.

## Crecimiento
Las algas gigantes más jóvenes crecen directamente sobre el gametofito femenino progenitor, extendiendo una o dos hojas primarias y comenzando un agarre rudimentario, que en algún momento cubrirá el gametofito por completo. El crecimiento se produce con el alargamiento del estípite y la división de las láminas. Esto ocurre por medio de pequeños desgarros donde la hoja se encuentra con el estípite, que divide el estípite en dos. Los neumatocistos crecen después de las primeras divisiones de la hoja.

## Ecología
Macrocystis crece típicamente formando lechos extensos, grandes "pabellones flotantes", sobre sustratos rocosos entre el intermareal bajo. Fue cosechado por barcazas que usaban palas grandes para cosechar hasta 300 toneladas por día a lo largo de la costa de California .
Inicialmente, se describieron 17 especies dentro del género Macrocystis . En 1874, Hooker, siguiendo la morfología de las láminas, las colocó a todas bajo el mismo taxón, Macrocystis pyrifera . En la época moderna, la gran cantidad de especies fueron reclasificadas con base en la morfología de retención, que distinguió tres especies ( M. angustifolia, M. integrifolia y M. pyrifera ) y en la morfología de la hoja, que agregó una cuarta especie ( M. laevis ) en 1986. Sin embargo, en 2009 y 2010, dos estudios que utilizaron evaluaciones tanto morfológicas como moleculares demostraron que Macrocystis es monoespecífico (como M. pyrifera ), lo que actualmente es aceptado por la comunidad sicológica (ver AlgaeBase).
Aunque el alga Macrocystis pertenece a un género monoespecífico, algunos lo dividen en los cuatro morfos o subespecies que se describen a continuación, siguiendo la taxonomía previa al  año 2010:
- Macrocystis pyrifera, conocida como alga gigante, especie de Macrocystis más ampliamente distribuida,[18] que se encuentra en aguas intermedias a profundas[9] de América del Norte ( Alaska a California ), América del Sur, Sudáfrica, Nueva Zelanda y el sur de Australia .[19]
- Macrocystis integrifolia, que se encuentra típicamente en rocas intermareales o rocas submareales poco profundas de la Columbia Británica, México, Perú y el norte de Chile.[6][9][20]
- Macrocystis laevis, una especie intermareal más pequeña, se encuentra en la costa del Pacífico de América del Norte ( Columbia Británica a California ) y América del Sur.[6]
- Macrocystis angustifolia Bory, conocido como algas gigantes del sur, se encuentra en aguas poco profundas de Sudáfrica y Australia del Sur.[9][21]

## Distribución
El alga Macrocystis se distribuye a lo largo de la costa este del Pacífico desde Alaska hasta México y desde Perú y a lo largo de la costa argentina, así como en Australia, Nueva Zelanda, Sudáfrica y la mayoría de las islas subantárticas hasta los 60°S.